# An Acoustic Night at the Theatre
„An Acoustic Night at the Theatre “ е първият акустичен лайф албум на холандската метъл група Within Temptation, издаден през октомври – ноември 2009.

## История
Албума е направен от песните, изпълнявани по време на турнето „Theatre Tour“ през октомври 2008. Също така съдържа и нова студийна песен, „Utopia“, дует с Chris Jones, която е издадена на 23 октомври 2009.

## Участници
- Питър Бранд– инженер
- Джулс Бакли – диригент, оркестрови аранжименти
- Кийт Капуто – вокали
- Майк Кулен – ударни инструменти, барабани
- Шарън ден Адел– композитор, вокали
- Рейан Елзайн – фотография
- Даниел Гибсън – композитор, продуцент
- Стефан Глауман – смесване
- Оливия Джехал – фотография
- Джуно Джиминк – инженер, редактор
- Рууд Джоли– китара
- Крис Джоунс – вокали
- Хан Корнийф – композитор
- Патрик Мюрън – смесване
- Red Limo String Quartet – цигулка, виолончело
- Мартин Сперенберг– композитор, синтезатор, инженер, редактор
- Анек вен Гисбърген – вокали
- Стефен ван Хестрегт – барабани
- Джероен вен Вийн– бас китара
- Робърт Уестърхолт– китара, композитор
- Within Temptation – продуцент